# Donald Tusk
Donald Franciszek Tuskⓘ (ur. 22 kwietnia 1957 w Gdańsku) – polski polityk i historyk. W latach 2007–2014 i od 2023 prezes Rady Ministrów stojący na czele swojego pierwszego, drugiego i trzeciego gabinetu. Jest osobą najdłużej sprawującą urząd premiera w III RP.

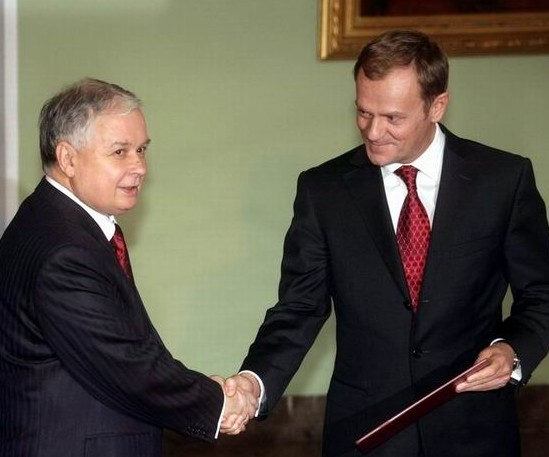
Desygnowanie na urząd premiera przez prezydenta RP Lecha Kaczyńskiego (2007)

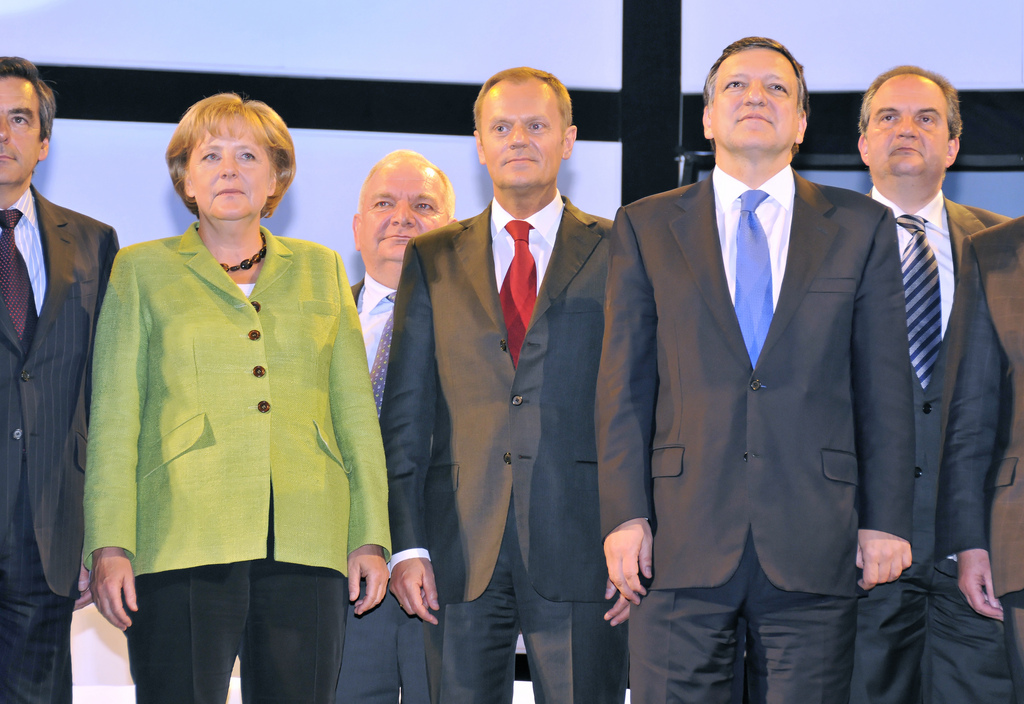
Angela Merkel, Donald Tusk i José Manuel Durão Barroso na Kongresie Europejskiej Partii Ludowej (2009)

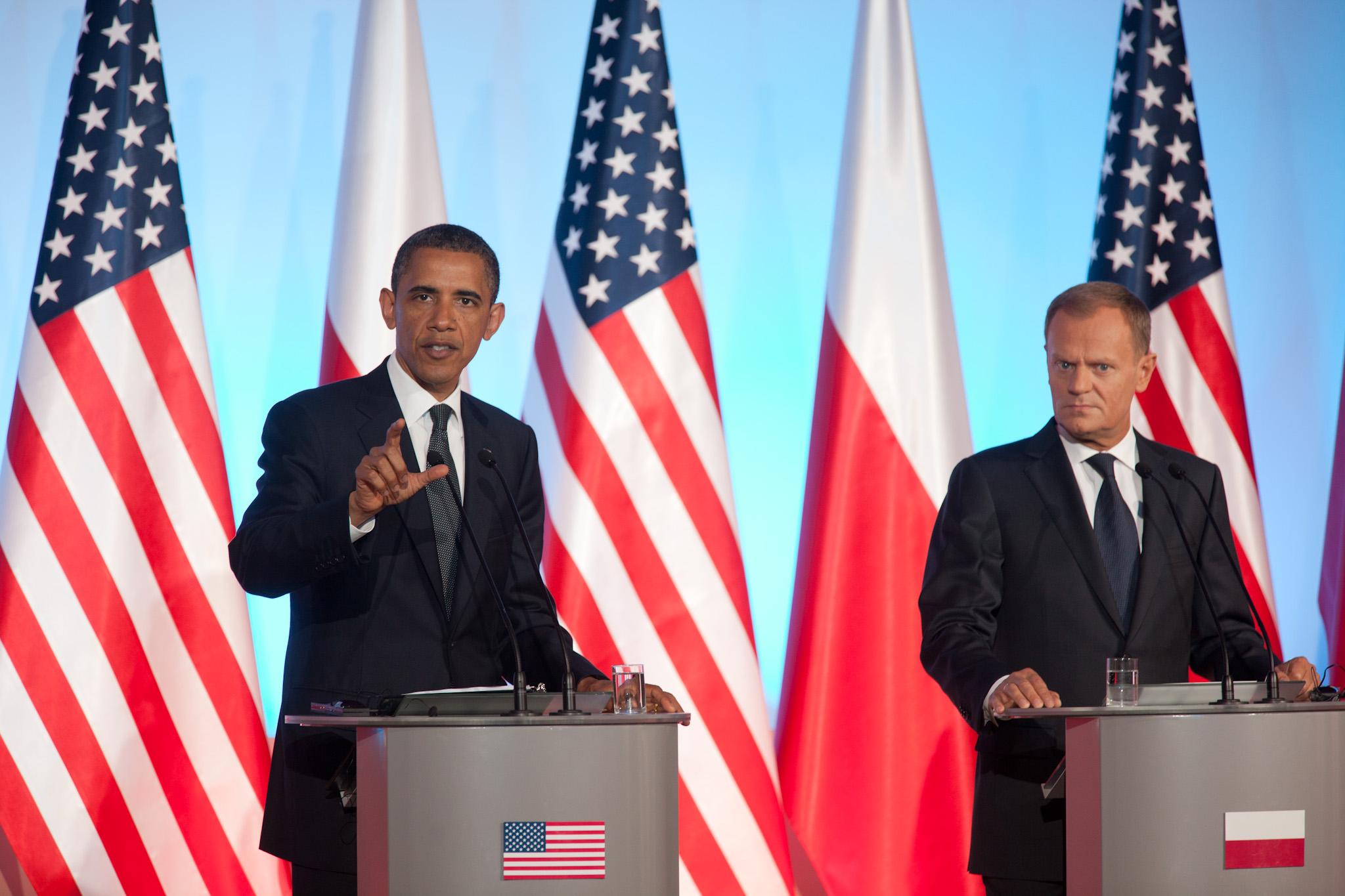
Donald Tusk i Barack Obama (2011)

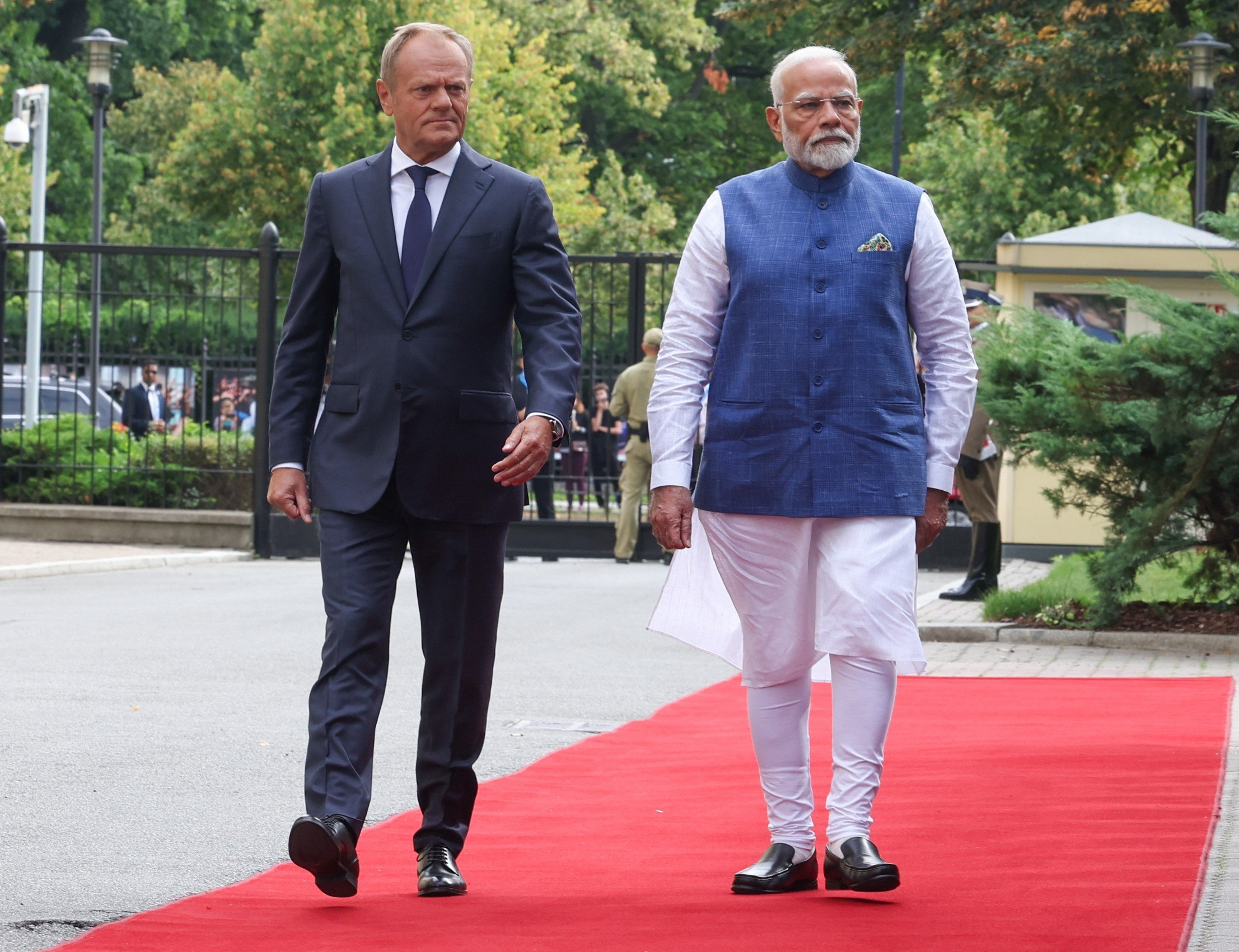
Donald Tusk i Narendra Modi, premier Indii (2024)

Uczestnik opozycji demokratycznej w PRL. Współzałożyciel Kongresu Liberalno-Demokratycznego (1990) oraz Platformy Obywatelskiej (2001). Przewodniczący KLD (w latach 1991–1994) oraz PO (w latach 2003–2014 i od 2021), pełniący obowiązki przewodniczącego PO w 2021. W latach 2014–2019 przewodniczący Rady Europejskiej, w latach 2019–2022 przewodniczący Europejskiej Partii Ludowej.
Poseł na Sejm I, IV, V, VI, VII i X kadencji (1991–1993, 2001–2014, od 2023), w latach 1997–2001 senator i wicemarszałek Senatu IV kadencji, w latach 2001–2005 wicemarszałek Sejmu IV kadencji, w latach 2007–2009 przewodniczący Komitetu Integracji Europejskiej. Kandydat na urząd prezydenta RP w wyborach w 2005.

## Życiorys

### Wykształcenie
W latach 1964–1972 uczęszczał do Szkoły Podstawowej nr 57 w Gdańsku. W 1976 został absolwentem I Liceum Ogólnokształcącego im. Mikołaja Kopernika w Gdańsku.
W 1980 ukończył studia z zakresu historii na Wydziale Humanistycznym Uniwersytetu Gdańskiego. Jego praca magisterska dotyczyła kształtowania się legendy Józefa Piłsudskiego w przedwojennych czasopismach.

### Działalność w PRL
W działalność opozycyjną wobec władz PRL zaangażował się w czasie studiów na Uniwersytecie Gdańskim, gdzie uczestniczył w tworzeniu lokalnego Studenckiego Komitetu Solidarności, co było reakcją na informację o zamordowaniu w Krakowie przez funkcjonariuszy Służby Bezpieczeństwa Stanisława Pyjasa. Rozpoczął także współpracę z Bogdanem Borusewiczem i Wolnymi Związkami Zawodowymi Wybrzeża, od 1977 do 1979 brał udział w spotkaniach informacyjnych i samokształceniowych organizowanych przez środowiska opozycyjne.
W trakcie wydarzeń sierpniowych w 1980 był jednym z autorów apelu na rzecz powołania niezależnej organizacji studenckiej – Niezależnego Zrzeszenia Studentów Polskich. We wrześniu został członkiem Prezydium Tymczasowego Komitetu Założycielskiego NZSP na Uniwersytecie Gdańskim. Był przewodniczącym Komisji Zakładowej Niezależnego Samorządnego Związku Zawodowego „Solidarność” w Wydawnictwie Morskim i dziennikarzem wydawanego przez związek tygodnika „Samorządność”. 
Od 1982 uczestniczył w wydawaniu opozycyjnych pism podziemnych jako współzałożyciel i redaktor wydawnictwa CDN, a następnie jako współzałożyciel (z Wojciechem Dudą i Dariuszem Filarem) i do 1989 redaktor „Przeglądu Politycznego”. W artykule wstępnym pierwszego numeru „Przeglądu Politycznego” w marcu 1983 zaapelował o utworzenie elitarnej formacji propagującej ideały wolnościowe. Należał do współpracowników Lecha Bądkowskiego. Pisał do kaszubskiego miesięcznika „Pomerania”. Był autorem tekstów opublikowanej w 1985 przez wydawnictwo Sport i Turystyka książki pt. Pojezierze Kaszubskie (z fotografiami Jerzego Baranowskiego). Po powrocie z Paryża w 1986 wystąpił na łamach „Przeglądu Politycznego” z pochwałą neoliberalizmu i z krytyką neokonserwatyzmu, któremu zarzucił przywiązanie do hierarchii społecznej i nadmierny nacjonalizm. 
W latach 1985–1988 utrzymywał się z pracy fizycznej w założonej przez Macieja Płażyńskiego Spółdzielni Pracy Usług Wysokościowych „Świetlik”. Pracował także w Niemczech w fabryce produkującej sok jabłkowy, a od lipca do września 1989 przy remoncie uniwersytetu ludowego w Mortenhals w pobliżu Tromsø w Norwegii na zaproszenie przyjaciela Jaśka Pawłowskiego (któremu przy okazji pomógł przemycić do Sztokholmu trzy wojskowe pontony dla tamtejszej polonijnej drużyny harcerskiej).
W maju i sierpniu 1988 współpracował z Jackiem Merklem przy organizacji strajków robotniczych na Wybrzeżu, który stał się organem środowiska gdańskich liberałów. Wraz z Januszem Lewandowskim i Janem Krzysztofem Bieleckim założył w tym samym roku nieformalną organizację o nazwie Gdańskie Towarzystwo Społeczno-Gospodarcze Kongres Liberałów (zarejestrowaną jako stowarzyszenie w styczniu 1989). W grudniu 1988 wszedł do kilkuosobowego prezydium obradującego w Gdańsku I Kongresu Liberałów, który zainicjował wraz ze środowiskiem „Przeglądu Politycznego”.

### Działalność polityczna (1989–2007)
Latem 1989, w okresie tworzenia rządu Tadeusza Mazowieckiego, Janusz Korwin-Mikke wysunął na łamach „Polityki” jego kandydaturę na ministra gospodarki morskiej. W listopadzie tego samego roku Donald Tusk przewodniczył II Kongresowi Liberałów w Gdańsku, który dyskutował nad utworzeniem partii liberalnej. W 1990 należał do założycieli Kongresu Liberalno-Demokratycznego. W 1991 został przewodniczącym KLD, który w wyborach parlamentarnych w tym samym roku zdobył 37 mandatów w Sejmie i 6 w Senacie. Donald Tusk został wówczas jednym z posłów I kadencji, zdobywając 38 778 głosów w okręgu gdańskim. Kierowana przez niego partia znalazła się w opozycji wobec rządu Jana Olszewskiego. W 1992, po przegłosowaniu wotum nieufności wobec tego gabinetu, próbował przekonać premiera Waldemara Pawlaka do powołania na wicepremierów przedstawicieli tzw. małej koalicji (UD-KLD-PPG), a następnie był jednym z inicjatorów zawiązania koalicji parlamentarnej siedmiu ugrupowań politycznych, która powołała rząd Hanny Suchockiej. Po upadku tego gabinetu w 1993 odbyły się przedterminowe wybory, kierowana przez Donalda Tuska partia otrzymała 3,99% głosów, nie przekraczając wyborczego progu.
W kwietniu 1994 został jednym z wiceprzewodniczących Unii Wolności, powstałej po połączeniu się KLD z Unią Demokratyczną. W wyborach parlamentarnych w 1997 uzyskał mandat senatora z ramienia UW, z którą znalazł się w koalicji popierającej rząd Jerzego Buzka. Został wicemarszałkiem Senatu IV kadencji. W grudniu 2000 przegrał rywalizację o stanowisko przewodniczącego UW z Bronisławem Geremkiem, w następnym miesiącu odszedł z partii z większością liberałów.
10 stycznia 2001 wspólnie z Andrzejem Olechowskim i Maciejem Płażyńskim ogłosił powstanie Platformy Obywatelskiej, a 24 stycznia podpisał jej deklarację programową w gdańskiej Hali Olivia; formacja działała początkowo jako komitet wyborczy. W wyborach w tym samym roku PO uzyskała w sejmie 65 mandatów (12,68% głosów), stając się największym klubem opozycyjnym. Donald Tusk uzyskał wówczas mandat posła IV kadencji z okręgu gdyńskiego, objął stanowisko wicemarszałka Sejmu IV kadencji. Maciej Płażyński, który został pierwszym przewodniczącym partii, odszedł z niej w 2003. Donald Tusk najpierw zastąpił go na funkcji przewodniczącego klubu parlamentarnego PO (jeszcze w tym samym roku funkcję tę przejął Jan Rokita). 1 czerwca tego samego roku został natomiast nowym przewodniczącym partii.
W maju 2005 zadeklarował zamiar kandydowania w wyborach prezydenckich w tymże roku z ramienia Platformy Obywatelskiej. Poparcia udzieliło mu Stowarzyszenie Młodzi Demokraci. Kampanię prowadził pod hasłem „Prezydent Tusk – człowiek z zasadami”. Na początku września 2005 jego kandydaturę poparł Zbigniew Religa, który wycofał się jednocześnie z ubiegania się o urząd prezydenta i stanął na czele komitetu honorowego poparcia Donalda Tuska.
Kwestia biografii Józefa Tuska, dziadka Donalda Tuska, stała się przyczyną kontrowersji podczas kampanii wyborczej. Działacz Prawa i Sprawiedliwości Jacek Kurski w wypowiedzi dla tygodnika „Angora” stwierdził, że poważne źródła na Pomorzu mówią, że dziadek Tuska zgłosił się na ochotnika do Wehrmachtu. W rzeczywistości Józef Tusk, więzień obozu koncentracyjnego Stutthof, został w 1944 wcielony do armii niemieckiej jako obywatel III Rzeszy (którym stał się automatycznie z chwilą aneksji Wolnego Miasta Gdańska), nie zaś jako ochotnik.
W pierwszej turze wyborów z 9 października poparło go 5 429 666 wyborców (36,33%). Przeszedł do drugiej tury razem z Lechem Kaczyńskim, który otrzymał 33,10% głosów. Spośród kandydatów, którzy odpadli w pierwszej turze, oddanie na niego głosu zadeklarowali Henryka Bochniarz i Marek Borowski. Dostał także poparcie ze strony Partii Demokratycznej – demokraci.pl, Socjaldemokracji Polski i Inicjatywy dla Polski. W drugiej turze wyborów z 23 października otrzymał 7 022 319 głosów, tj. 45,96% głosów (przy frekwencji wynoszącej 50,99%), przegrywając tym samym z Lechem Kaczyńskim.
Również w wyborach parlamentarnych Platforma Obywatelska przegrała niespełna trzema punktami procentowymi z PiS i została partią opozycyjną wobec rządów Kazimierza Marcinkiewicza i Jarosława Kaczyńskiego. Po porażce wyborczej Donald Tusk pozostał liderem swojej partii (podczas partyjnego zjazdu w maju 2006 pokonał ubiegającego się o przywództwo w PO Andrzeja Machowskiego). W wyborach tych uzyskał mandat posła V kadencji, otrzymując 79 237 głosów w okręgu gdańskim. W listopadzie 2006 po raz drugi objął stanowisko przewodniczącego klubu parlamentarnego PO; pełnił tę funkcję do grudnia tego samego roku, kiedy to zastąpił go Bogdan Zdrojewski. W Sejmie V kadencji był członkiem Komisji Łączności z Polakami za Granicą oraz Komisji Odpowiedzialności Konstytucyjnej.

### Prezes Rady Ministrów (2007–2014)

#### Pierwszy rząd (2007–2011)
W przedterminowych wyborach parlamentarnych w 2007 prowadzona przez Donalda Tuska PO zwyciężyła, zdobywając 41,51% głosów oraz 209 mandatów w Sejmie i 60 w Senacie. Lider partii ubiegał się o mandat poselski w okręgu warszawskim, uzyskując 534 241 głosów (tj. 46,62% wszystkich głosów oddanych w okręgu), co było najlepszym indywidualnym wynikiem w historii dotychczasowych wyborów do Sejmu w III RP. Liderzy list wyborczych dwóch głównych konkurujących ugrupowań, tj. Jarosław Kaczyński (PiS) i Marek Borowski (Lewica i Demokraci), otrzymali odpowiednio 273 684 oraz 75 493 głosy.
W trakcie kampanii wyborczej Donald Tusk uczestniczył w debacie telewizyjnej z Jarosławem Kaczyńskim, a także w debacie telewizyjnej z Aleksandrem Kwaśniewskim. Sztab wyborczy PO zwrócił się także do Radia Maryja, proponując debatę z udziałem Donalda Tuska na antenie rozgłośni, jednak nie uzyskał jednoznacznej odpowiedzi.
23 października 2007 zarząd krajowy PO zdecydował, że Donald Tusk będzie kandydatem partii na premiera. 9 listopada prezydent Lech Kaczyński desygnował go na to stanowisko. Ugrupowanie to zawarło koalicję z Polskim Stronnictwem Ludowym. Urząd premiera objął 16 listopada, gdy wraz z proponowanym składem Rady Ministrów lider PO został powołany i zaprzysiężony przez prezydenta. Jednocześnie został powołany na przewodniczącego Komitetu Integracji Europejskiej (który w trakcie kadencji został zniesiony i 1 stycznia 2010 zastąpiony przez Komitet do Spraw Europejskich). 24 listopada Sejm udzielił jego gabinetowi wotum zaufania (za wnioskiem zagłosowało 238 posłów, 2 wstrzymało się od głosu, a 204 było przeciw).
W czerwcu 2010 na krajowej konwencji PO został ponownie wybrany na przewodniczącego partii, będąc jedynym kandydatem na tę funkcję.

#### Drugi rząd (2011–2014)
W wyborach parlamentarnych w 2011 kandydował ponownie z pierwszego miejsca na liście Platformy Obywatelskiej w okręgu warszawskim, uzyskując mandat posła VII kadencji. Oddano na niego 374 920 głosów (ponownie najwięcej w kraju). Prowadzone przez niego ugrupowanie wygrało ponownie wybory parlamentarne, otrzymując 39,80% głosów oraz 207 mandatów w Sejmie i 63 w Senacie. Tym samym po raz pierwszy od czasu przemian politycznych z 1989 partia sprawująca władzę wygrała kolejne wybory i pozostała ugrupowaniem rządzącym.
Na pierwszym posiedzeniu Sejmu VII kadencji Donald Tusk złożył dymisję Rady Ministrów. Tego samego dnia prezydent Bronisław Komorowski desygnował go na urząd premiera, powierzając mu misję utworzenia nowego rządu. 18 listopada 2011 prezydent powołał go na urząd prezesa Rady Ministrów, a następnie na jego wniosek powołał ministrów wchodzących w skład jego gabinetu. Tego samego dnia Donald Tusk wygłosił w Sejmie exposé, 19 listopada 2011 Sejm udzielił nowemu rządowi (tworzonemu ponownie przez koalicję PO-PSL) wotum zaufania (234 głosów „za”, 211 „przeciw” i 2 wstrzymujących się).
Donald Tusk dwukrotnie zwracał się do Sejmu o udzielenie jego rządowi wotum zaufania. W głosowaniach z 12 października 2012 i z 25 czerwca 2014 wniosek premiera poparło odpowiednio 233 i 237 głosów (przy 219 i 203 głosach przeciwnych oraz przy braku głosów wstrzymujących się). W 2013 został ponownie wybrany na przewodniczącego PO. W pierwszych w historii tej partii bezpośrednich wyborach pokonał Jarosława Gowina, uzyskując 79,6% głosów.
30 sierpnia 2014 podczas spotkania Rady Europejskiej został zatwierdzony na stanowisku przewodniczącego Rady Europejskiej na dwuipółletnią kadencję, którego objęcie przewidziano na 1 grudnia 2014.
W związku z tym wyborem 9 września 2014 złożył dymisję ze stanowiska premiera. Dymisja została przyjęta 11 września 2014 przez prezydenta Bronisława Komorowskiego, który powierzył mu dalsze sprawowanie obowiązków do czasu powołania nowej Rady Ministrów. Donald Tusk zakończył urzędowanie na stanowisku premiera 22 września 2014, gdy powołany został rząd Ewy Kopacz. Jego mandat poselski został natomiast wygaszony 31 października na skutek rezygnacji. 8 listopada ustąpił z funkcji przewodniczącego Platformy Obywatelskiej, przekazując obowiązki Ewie Kopacz. Otrzymał jednocześnie tytuł honorowego przewodniczącego partii. W następnym roku po porażkach w wyborach prezydenckich i parlamentarnych jego ugrupowanie znalazło się w opozycji.

### Przewodniczący Rady Europejskiej

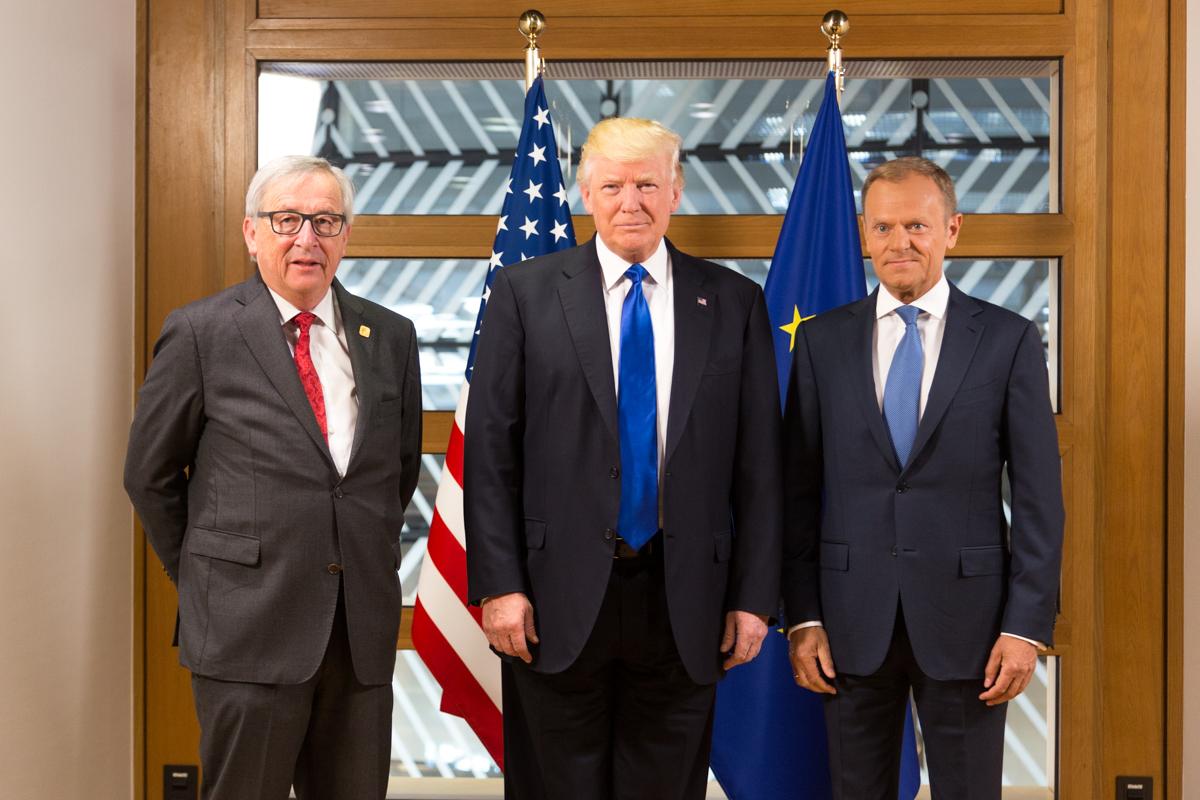
Od prawej: Donald Tusk, prezydent Stanów Zjednoczonych Donald Trump i przewodniczący Komisji Europejskiej Jean-Claude Juncker (2017)

Urząd przewodniczącego Rady Europejskiej objął 1 grudnia 2014, zastępując Belga Hermana Van Rompuya, którego kadencja zakończyła się poprzedniego dnia. 19 grudnia 2014 po raz pierwszy przewodniczył szczytowi Unii Europejskiej. 9 marca 2017 podczas szczytu UE w Brukseli został ponownie wybrany na stanowisko przewodniczącego Rady Europejskiej, uzyskując poparcie przedstawicieli 27 państw (jego reelekcji nie poparła jedynie reprezentująca polski rząd premier Beata Szydło, która proponowała wcześniej kandydaturę Jacka Saryusza-Wolskiego).
29 listopada 2019 oficjalnie przekazał obowiązki przewodniczącego Rady Europejskiej swojemu następcy, którym został Charles Michel; zakończył pełnienie tej funkcji następnego dnia.

### Działalność polityczna (2019–2023)

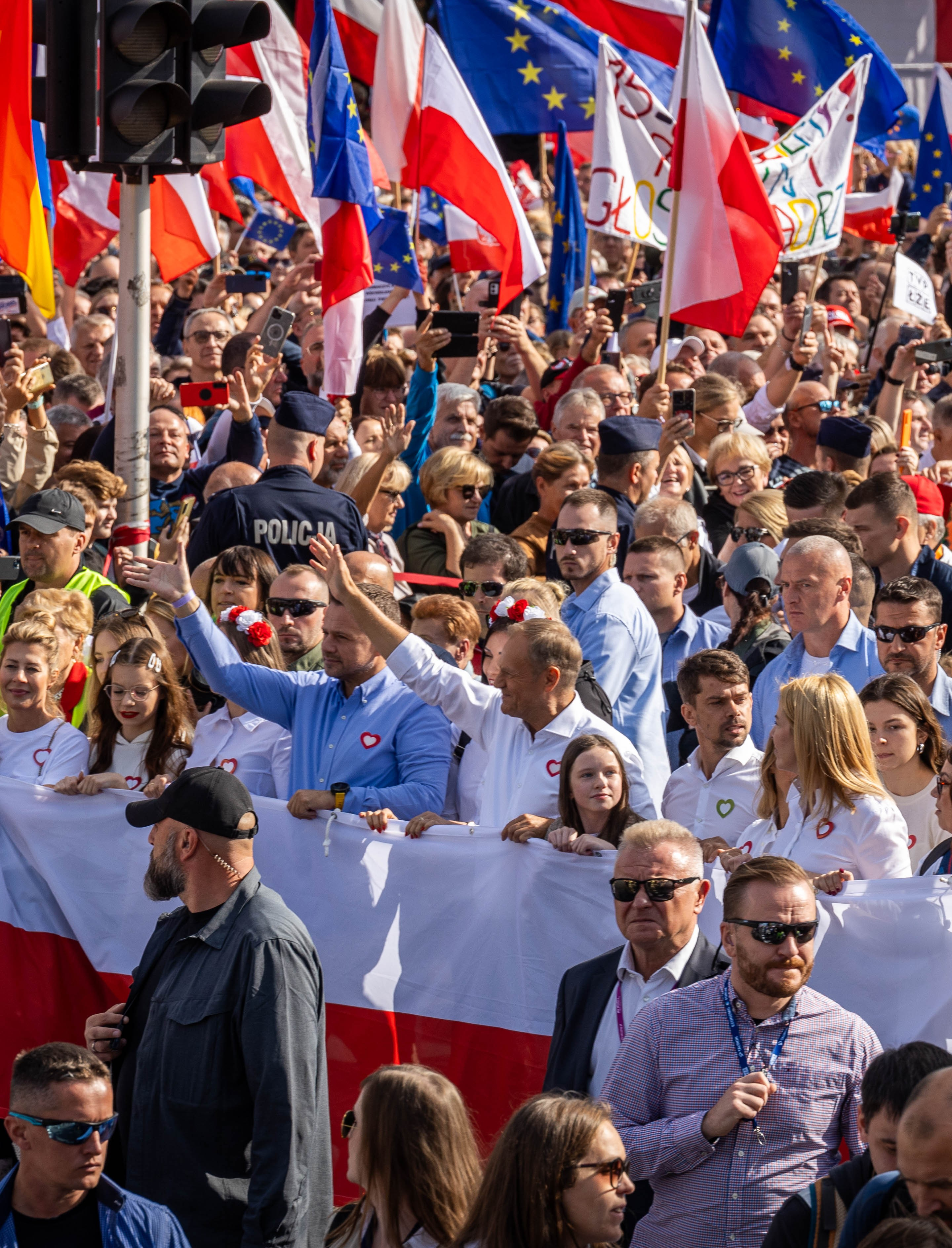
Rafał Trzaskowski, Michał Kołodziejczak i Donald Tusk podczas „Marszu Miliona Serc” w Warszawie (2023)

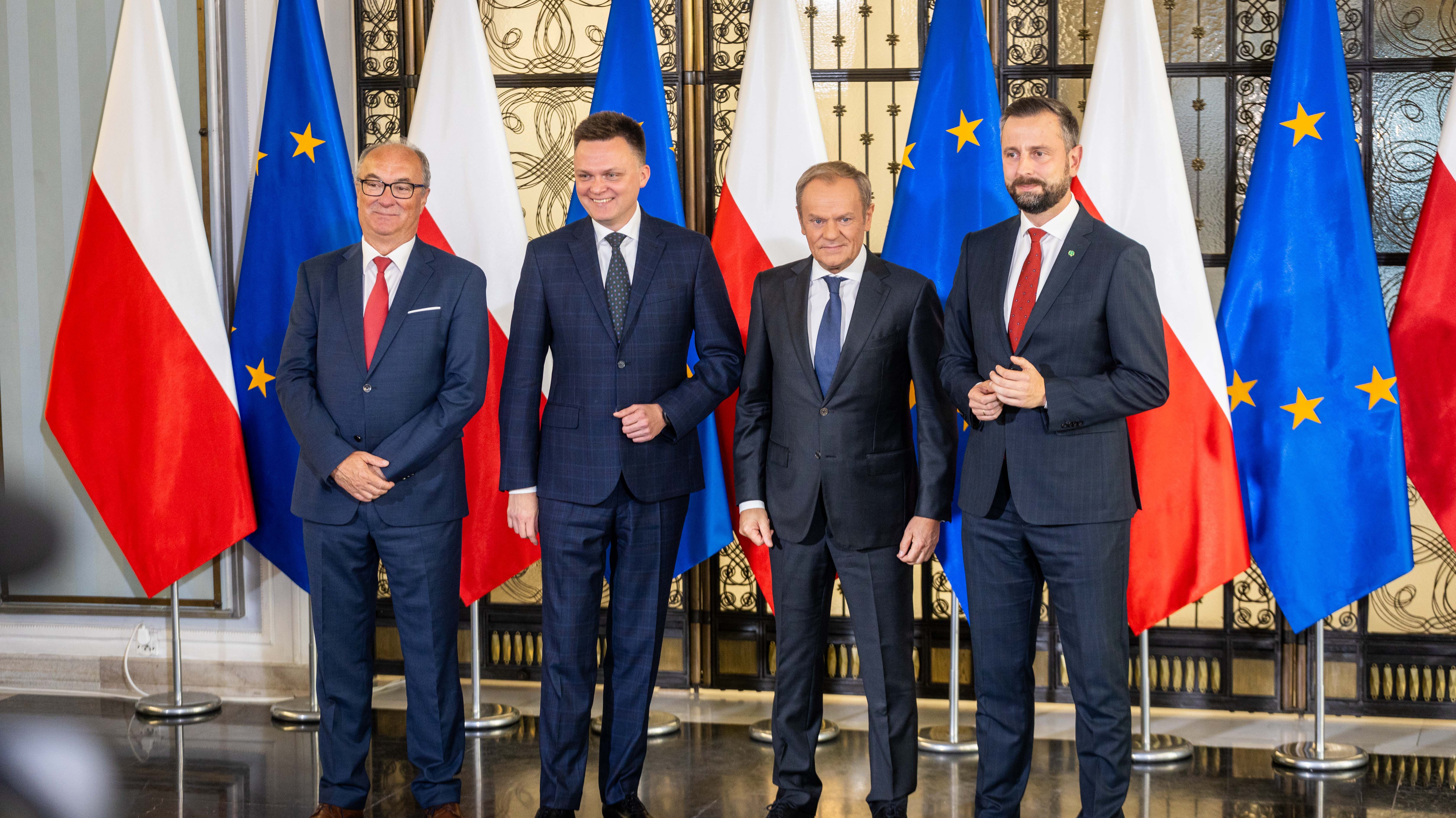
Włodzimierz Czarzasty, Szymon Hołownia, Donald Tusk i Władysław Kosiniak-Kamysz w Sejmie (2023)

W październiku 2019 Platforma Obywatelska złożyła wniosek o jego powołanie na nowego przewodniczącego Europejskiej Partii Ludowej. Został wybrany na tę funkcję podczas kongresu partii w Zagrzebiu 20 listopada 2019 (z kadencją od 1 grudnia).
3 lipca 2021, po złożonej przez Borysa Budkę rezygnacji, podczas rady krajowej Platformy Obywatelskiej wybrano go na wiceprzewodniczącego partii; zgodnie z partyjnym statutem stał się wówczas pełniącym obowiązki przewodniczącego PO. W wyniku partyjnych wyborów, które przeprowadzono 23 października 2021, Donald Tusk został wybrany na przewodniczącego partii, będąc jedynym kandydatem i otrzymując 97,4% głosów. 31 maja 2022 ustąpił ze stanowiska przewodniczącego Europejskiej Partii Ludowej; na jego miejsce wybrano niemieckiego polityka Manfreda Webera.
W kwietniu 2023 Sejm z inicjatywy Prawa i Sprawiedliwości uchwalił ustawę przewidującą powołanie Państwowej Komisji do spraw badania wpływów rosyjskich na bezpieczeństwo wewnętrzne Rzeczypospolitej Polskiej w latach 2007–2022. Ustawa została określona przez projektodawców nazwą „lex anty-Putin”, a przez opozycję i część mediów nazwą „lex anty-Tusk” lub „lex dopaść Tuska”, gdyż w ocenie tych środowisk jej rzeczywistym celem miałoby być wyeliminowanie z życia politycznego Donalda Tuska. Ustawę większość środowisk prawniczych oceniła jako niezgodną z Konstytucją RP, zwłaszcza z uwagi na możliwość zakazywania przez komisję pełnienia funkcji publicznych. Po decyzji Sejmu Donald Tusk zainicjował na 4 czerwca 2023 antyrządowy marsz w Warszawie, w którym według szacunków urzędników miejskich wzięło udział około pół miliona osób. 1 października 2023 z jego inicjatywy w Warszawie odbył się kolejny protest pod nazwą „Marsz Miliona Serc”. 9 października Donald Tusk wziął udział w debacie zorganizowanej przez Telewizję Polską.
W wyborach parlamentarnych w 2023 otwierał listę wyborczą Koalicji Obywatelskiej w okręgu warszawskim. Ugrupowanie to zdobyło 30,7% głosów, wprowadzając 157 posłów i 41 senatorów. Uzyskał wówczas mandat posła X kadencji, otrzymując 538 634 głosy (o ponad 4 tysiące głosów więcej niż w wyborach w 2007).

### Prezes Rady Ministrów (od 2023)

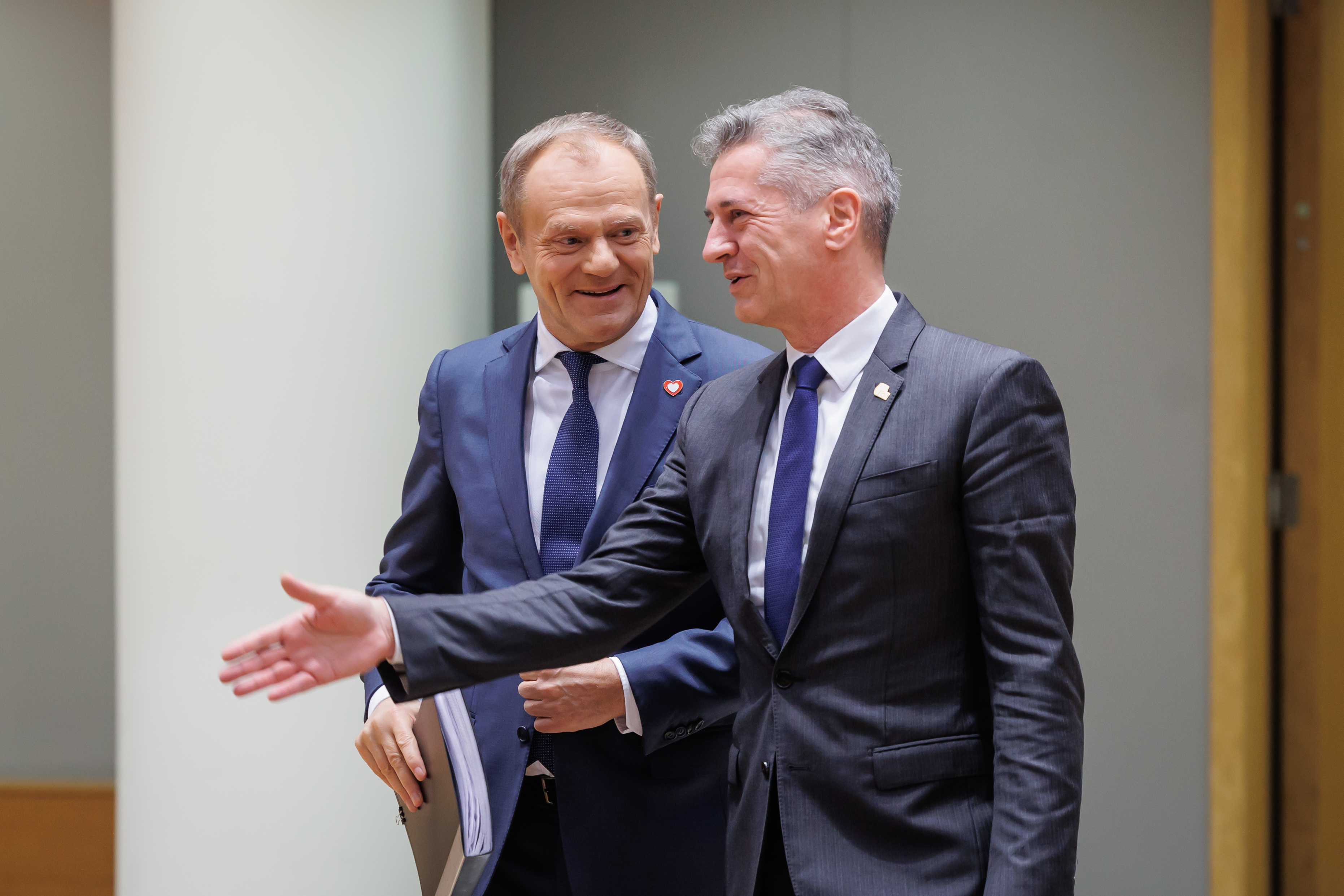
Donald Tusk i premier Słowenii Robert Golob podczas szczytu Unia Europejska-Bałkany Zachodnie w Brukseli (2023)

19 października 2023 zarząd krajowy PO wskazał Donalda Tuska jako kandydata na stanowisko prezesa Rady Ministrów. Również liderzy Trzeciej Drogi i Nowej Lewicy we wspólnym oświadczeniu poinformowali, że podczas konsultacji z prezydentem Andrzejem Dudą wskazali go jako kandydata na premiera. 10 listopada tego samego roku Donald Tusk (w imieniu KO) wraz liderami partii opozycyjnych: Szymonem Hołownią (Polska 2050), Władysławem Kosiniakiem-Kamyszem (PSL) oraz Włodzimierzem Czarzastym i Robertem Biedroniem (NL) podpisał umowę koalicyjną celem utworzenia nowego rządu.
Misję powołania nowego gabinetu otrzymał jednak Mateusz Morawiecki z PiS, którego trzeci gabinet 11 grudnia 2023 nie uzyskał wotum zaufania. Tego samego dnia posłowie nowej koalicji zgłosili Donalda Tuska na stanowisko premiera, a Sejm wybrał go na ten urząd (większością 248 głosów „za” przy 201 głosach „przeciw”). 12 grudnia przedstawił listę kandydatów do swojego gabinetu, a także wygłosił exposé. Tegoż dnia Sejm na jego wniosek dokonał wyboru nowej Rady Ministrów („za” zagłosowało 248 posłów, „przeciw” oddano 201 głosów).
13 grudnia 2023 prezydent Andrzej Duda powołał Donalda Tuska na urząd prezesa Rady Ministrów oraz powołał pozostałych członków jego trzeciego rządu. Po przegranych przez wspieranego przez KO Rafała Trzaskowskiego wyborach prezydenckich zwrócił się do Sejmu o udzielenie rządowi wotum zaufania, w głosowaniu z 11 czerwca 2025 wniosek poparło 243 posłów (przy 210 głosach przeciw).

## Życie prywatne

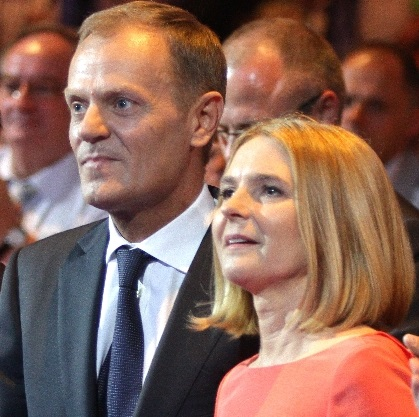
Donald Tusk z żoną Małgorzatą (2011)

Imię Donald nadał mu jego ojciec, również Donald (1930–1972), z zawodu stolarz. Ojciec zmarł, gdy Donald Tusk kończył szkołę podstawową. Matka, Ewa Tusk z domu Dawidowska (1934–2009), pracowała jako sekretarka w gdańskiej Akademii Medycznej. Młodszym bratem ojca Donalda Tuska był gdański rzeźbiarz Bronisław Tusk (pseudonim „Buni”). Dziadek Józef Tusk był polskim urzędnikiem kolejowym w Wolnym Mieście Gdańsku, podczas wojny więźniem w niemieckich obozach koncentracyjnych Stutthof i Neuengamme, później wcielony przymusowo do służby w Wehrmachcie, a następnie był w szeregach Polskich Sił Zbrojnych na Zachodzie; po wojnie pracował jako lutnik. Drugi dziadek Franciszek Karol Dawidowski także był więźniem Stutthofu, a jako robotnik przymusowy pracował przy Wilczym Szańcu, gdzie na skutek wypadku stracił oko. Jego żoną, babką Donalda Tuska od strony matki, była Niemka Anna Liebke.
26 listopada 1978 zawarł związek małżeński (cywilny) z Małgorzatą Sochacką. W 2005 para zawarła małżeństwo kościelne w obrządku rzymskokatolickim. Małżeństwo ma dwójkę dzieci. Ich syn Michał (ur. 1982) pracował w „Gazecie Wyborczej”, następnie został pracownikiem działu analiz i marketingu w porcie lotniczym Gdańsk, zajął się również prowadzeniem działalności gospodarczej w sektorze usług public relations. Córka Katarzyna (ur. 1987) brała udział w piątej edycji programu TVN Taniec z gwiazdami i została blogerką modową.
W 1996 wystąpił w świątecznym odcinku specjalnym programu TVP2 Szansa na sukces, w którym zaśpiewał kolędę Wśród nocnej ciszy.
W listopadzie 2021 został pozbawiony prawa jazdy na trzy miesiące po tym, jak patrol policji w Wiśniewie stwierdził, że Donald Tusk przekroczył w obszarze zabudowanym dozwoloną prędkość o ponad 50 km/h.
Amatorsko uprawiał piłkę nożną. W latach 70. został wiceprezesem klubu kibica Lechii Gdańsk. Określa się jako Kaszub. W 1992 zamieszkał w Sopocie. Deklaruje się jako katolik.

## Wyniki wyborcze
| Wybory | Komitet wyborczy   | Komitet wyborczy                                                   | Organ             | Okręg           | Wynik              |
| ------ | ------------------ | ------------------------------------------------------------------ | ----------------- | --------------- | ------------------ |
| 1991   |                    | Kongres Liberalno-Demokratyczny                                    | Sejm I kadencji   | nr 22           | 38 778 (7,87%)     |
| 1993   | Sejm II kadencji   | Kongres Liberalno-Demokratyczny                                    | nr 11             | 50 268 (9,14%)  |                    |
| 1997   |                    | Unia Wolności                                                      | Senat IV kadencji | woj. gdańskie   | 221 343 (38,43%)   |
| 2001   |                    | Platforma Obywatelska                                              | Sejm IV kadencji  | nr 26           | 56 048 (14,55%)    |
| 2005   | Sejm V kadencji    | Platforma Obywatelska                                              | nr 25             | 79 237 (22,75%) |                    |
| 2005   |                    | KW Kandydata na Prezydenta Rzeczypospolitej Polskiej Donalda Tuska | Prezydent RP      | Prezydent RP    | 5 429 666 (36,33%) |
| 2005   | 7 022 319 (45,96%) | KW Kandydata na Prezydenta Rzeczypospolitej Polskiej Donalda Tuska | Prezydent RP      | Prezydent RP    |                    |
| 2007   |                    | Platforma Obywatelska                                              | Sejm VI kadencji  | nr 19           | 534 241 (46,62%)   |
| 2011   | Sejm VII kadencji  | Platforma Obywatelska                                              | 374 920 (36,84%)  | nr 19           |                    |
| 2023   |                    | Koalicja Obywatelska                                               | Sejm X kadencji   | nr 19           | 538 634 (31,41%)   |

## Odznaczenia i wyróżnienia

### Ordery i odznaczenia

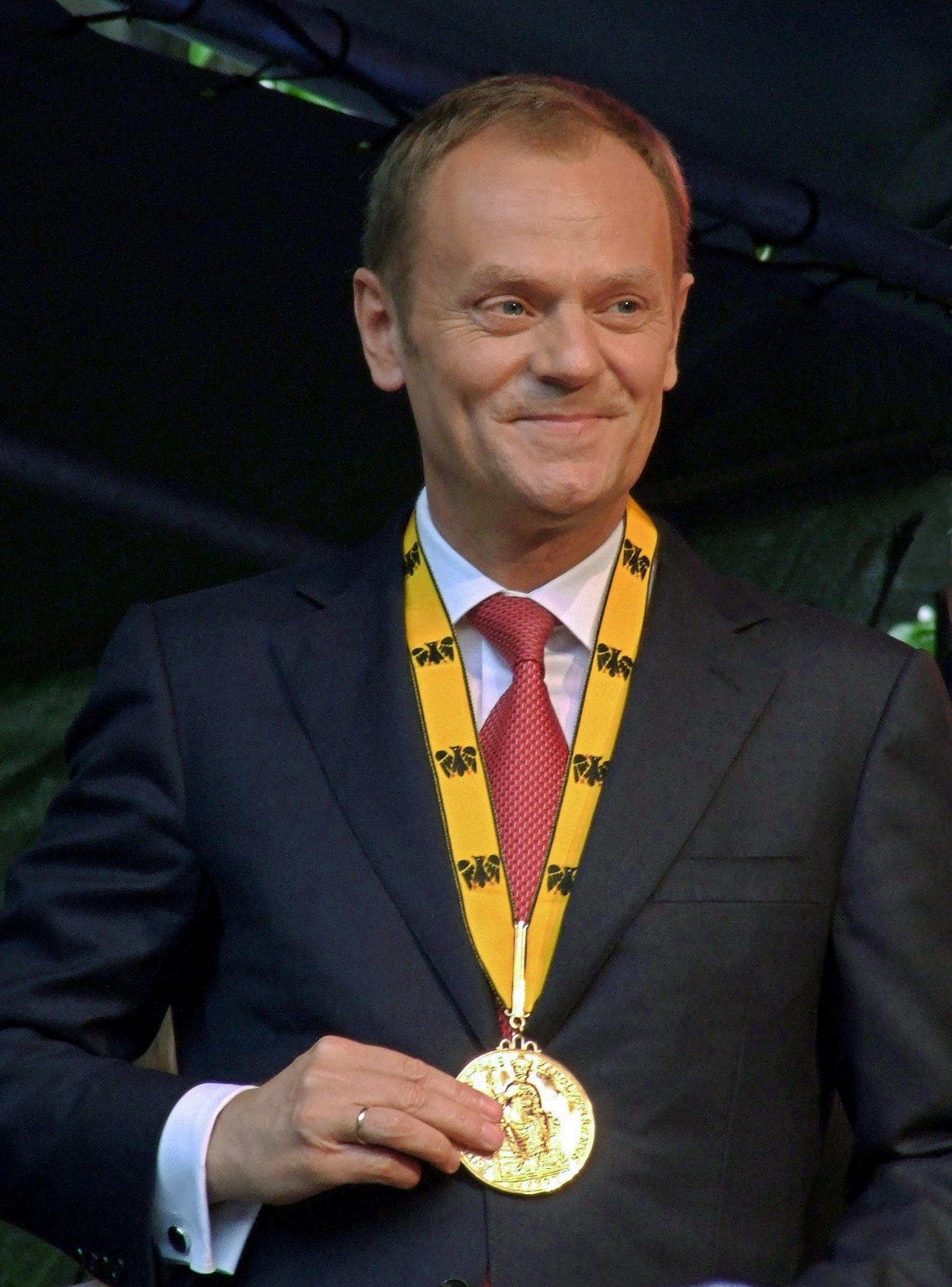
Donald Tusk uhonorowany Nagrodą Karola Wielkiego (2010)

- Krzyż Wielki Orderu Słońca Peru – Peru (2008)[140]
- Krzyż Wielki Orderu Zasługi – Norwegia (2012)[141]
- Prezydencki Order Doskonałości – Gruzja (2013)[142]
- Order Krzyża Ziemi Maryjnej I klasy – Estonia (2014)[143]
- Order Narodowy Zasługi w klasie Honorary Companion – Malta (2017)[144]
- Order Księcia Jarosława Mądrego I klasy – Ukraina (2019)[145]
- Krzyż Wielki Orderu Gwiazdy Rumunii – Rumunia (2020)[146]
- Wielka Wstęga Orderu Wschodzącego Słońca – Japonia (2021)[147]

### Nagrody i wyróżnienia
- Tytuł honorowego obywatela Łęczycy (1999)[148]
- Tytuł „Człowieka Roku 2005”, przyznany przez Federację Regionalnych Związków Gmin i Powiatów RP (wspólnie z Jarosławem Kaczyńskim)[149]
- Tytuł „Człowieka Roku 2007” Forum Ekonomicznego w Krynicy[150]
- Człowiek Roku tygodnika „Wprost”: 2008[151] i 2011[152]
- Wiktor: 2007[153], 2011[154] i 2014[155] w kategorii „najpopularniejszy polityk”
- Nagroda Kisiela (2002) w kategorii „polityk”[156]
- Nagroda Karola Wielkiego (2010)[157]
- Nagroda im. Vaška i Anny Marii Polák (2010)[158]
- Nagroda Złotej Wiktorii jako Europejczyk Roku 2011[159]
- Nagroda im. Walthera Rathenaua (2012)[160]
- European Prize for Political Culture(inne języki) (2012)[161]
- Nagroda „Mérite Européen” (2013)[162]
- Nagroda Polonicus („nagroda honorowa za całokształt działalności”, 2018)[163]
- Dożywotnie członkostwo honorowe towarzystwa prawniczego University College Dublin (2018)[164]
- GLOBSEC European Award (2019)[165]
- Człowiek Roku „Gazety Wyborczej” (2019)[166]
- Nagroda im. Marion Dönhoff(inne języki) („za zaangażowanie w międzynarodowe porozumienie i pojednanie”, 2019)[167][168]
- Nagroda Kongresu Kobiet (2022)[169]
- Pierwsze miejsce w rankingu najbardziej wpływowych polityków Europy w rankingu „Politico” (2023)[170]
- Nagroda Chatham House (2024)[171]
- Miejsce na liście Time 100 (2024)[172]
- Doktor honoris causa:
  - Uniwersytetu w Peczu (2017)[173]
  - Uniwersytetu Technicznego w Dortmundzie (2018)[174]
  - Lwowskiego Uniwersytetu Narodowego im. Iwana Franki (2019)[175]

## Publikacje
- Był sobie Sopot, Gdańsk 1994.
- Był sobie Gdańsk, Gdańsk 1996[176].
- Idee gdańskiego liberalizmu, Gdańsk 1998.
- Solidarność i duma, Gdańsk 2005.
- Szczerze, Warszawa 2019[177].
- Wybór (wraz z Anne Applebaum), Warszawa 2021[178].